# Лібражд (округ)

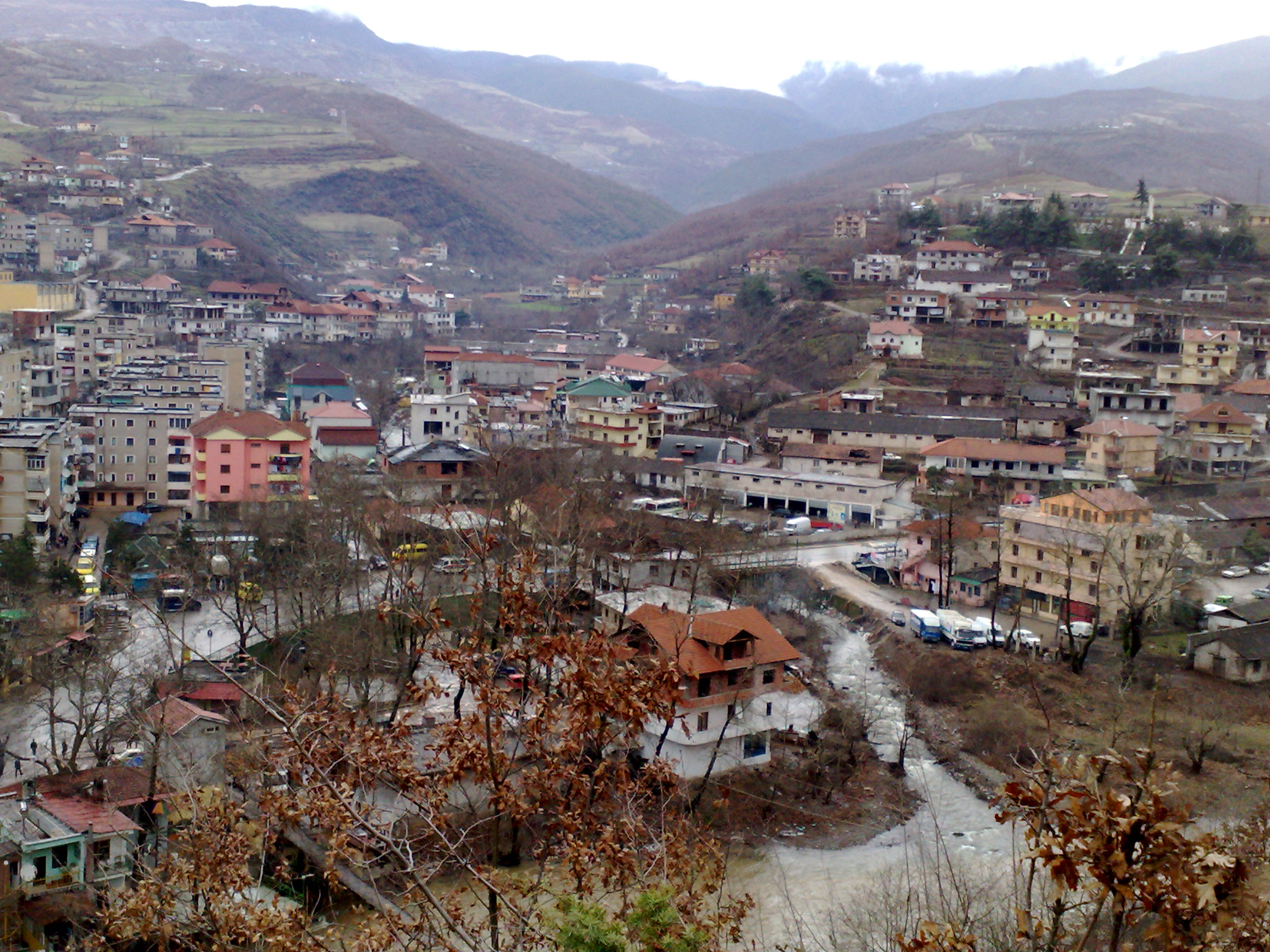
Адміністративний центр округу - місто Лібражд

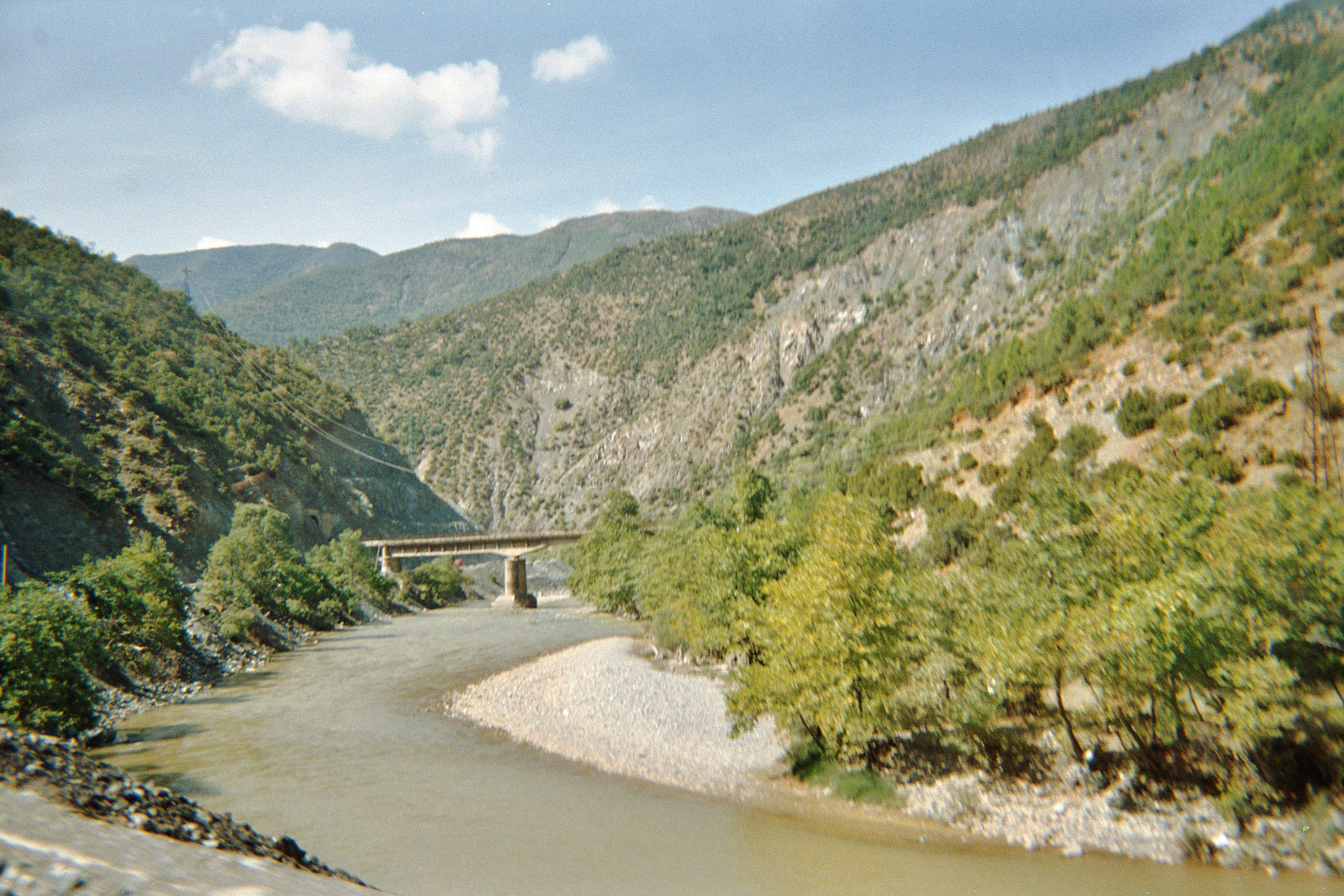
Річка Шкумбіні між містами Лібражд і Ельбасан

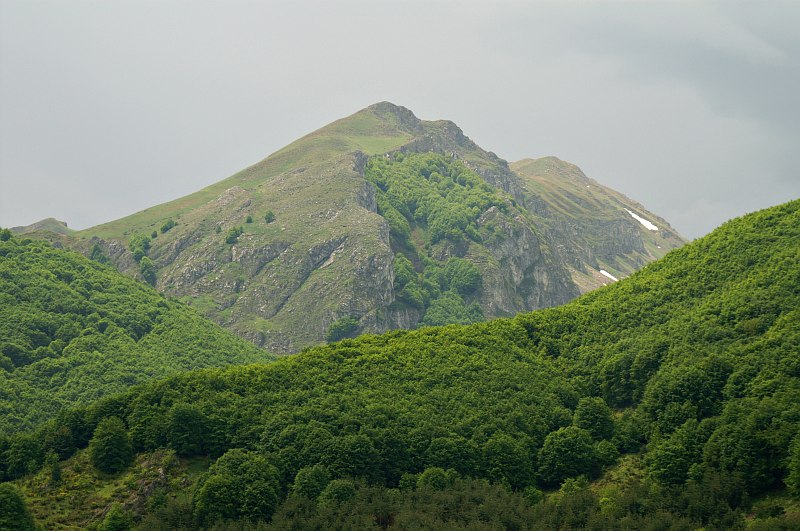
Вид на гори Ябланиця на кордоні Албанії з Македонією

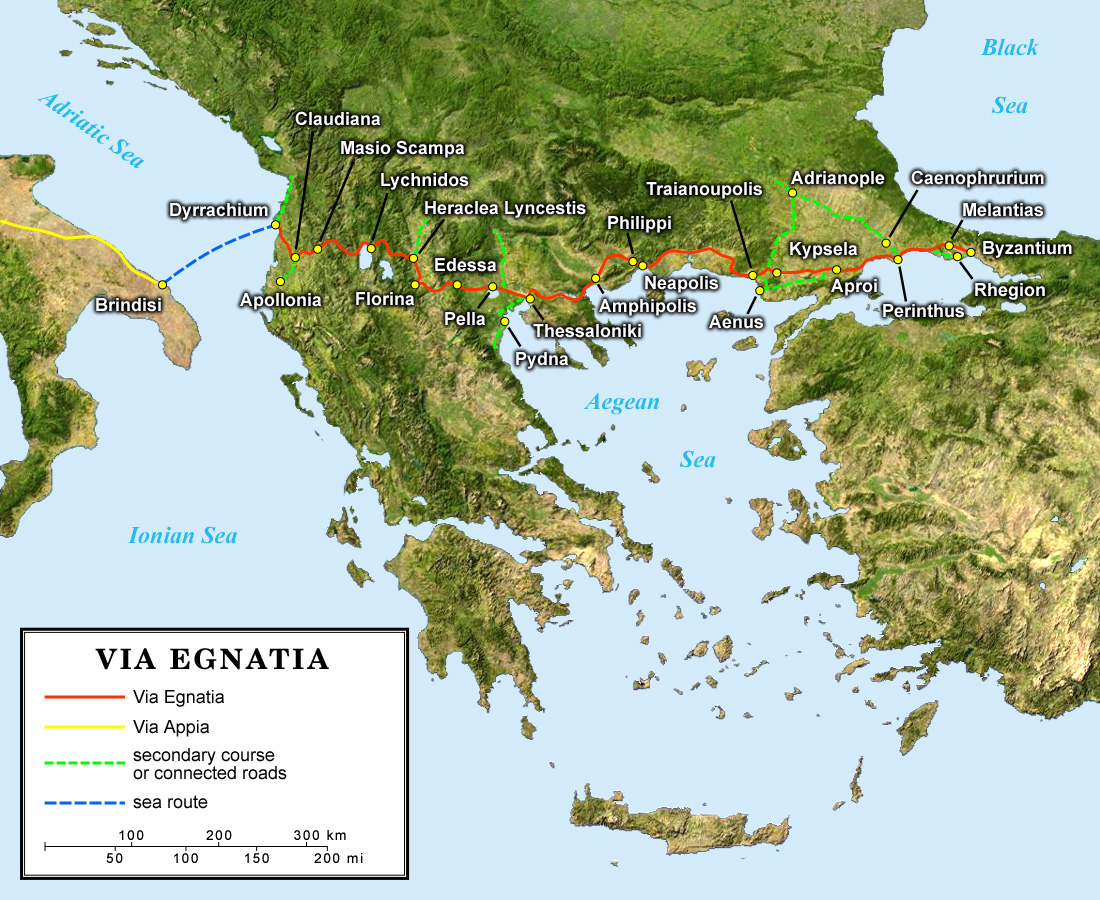
Егнатієва дорога - стародавній маршрут

Либражд (алб. Rrethi i Librazhdit) — один з 36 округів Албанії, розташований у східній частині країни.
Округ займає територію 1102 км² і відноситься до області Ельбасан. Адміністративний центр — місто Лібражд.

## Географічне положення
Округ Лібражд розташований на сході Албанії на кордоні з Македонією. Територія округу включає в себе верхню течію річки Шкумбіні з прилеглими долинами. Вузька долина Шкумбіні оточена високими горами. На півночі — це гори Поліс (Mali i Polisit), крізь ущелину в північній їх частини Шкумбіні потрапляє на узбережжя. На сході гори Ябланіца досягають висоти понад 2200 м. Велику територію займає заснований у 2008 році національний парк «Шебенік-Ябланіца». Гірський перевал Qafa e Thanës (933 m) є одночасно самою східною точкою округу, переходом в улоговину Охридського озера і прикордонним переходом до Македонії.
Гірська область на північ від Лібражду носить назву Черменіка. Тут проходить водозбір річки Рапуні, що впадає в районі міста Лібражд у села Murrash в Шкумбіні. Шкумбіні — основна водна артерія Лібражду, що харчується водами гірських річок Dushna, Radicina, Bushtrica, Sheja, Hotolish і Dragostunja і бере тут свій витік. Протяжність річки по округу становить 64 км (із загальною довжиною 181 км). На ній розташований і адміністративний центр — Лібражд.
Покрите численними тріщинами плато Черменіка покрито великими лісами і важкодоступно. Дорога в Дібру проходить по Черменіці на висоті більше 1200 м.
Найвища точка — Червоний Пік в горах Шебенік на кордоні з Македонією.

## Клімат
В окрузі переважає континентальний клімат. Середньорічна температура становить 13,4ºС.

## Тваринний і рослинний світ
Рослинний світ представлений 1857 видами, що становить 57% флори Албанії. Ліси покривають 47% території (37% — дуб, 20% — бук і 15% — сосна). Ендемічними видами є альпійський едельвейс і Sideritis Roeseri. Особливий інтерес представляє рослина-хижак з роду жирянка — Pinguicula Hirtflora, відома тут як Luletlyni.
Типові представники тваринного світу: бурий ведмідь, кабан, руда лисиця і заєць, серед птахів: беркут і білоголовий сип, стерв'ятник, звичайний боривітер і пугач.

## Історія та культура
Територія округу була заселена ще у бронзову і залізну добу, про що свідчать археологічні знахідки з Spathar, Rrajce, Karkavec, Berzeshte та інших місць.
У давнину округ населяло іллірійське плем'я Kandavët, що дало всій області ім'я Кандаву (Kandavia) і Шкумбіні, які заселили долину.
У 220 році до н. е. сюди прийшли римляни, що підкорили місцеві племена (див. Іллірійські війни). В цей же час була побудована Егнатієва дорога, що з'єднала Рим і Візантій (Константинополь). У наш час по ній проходить сучасна дорога, що сполучає Тирану зі Скоп'є через Охридське озеро. Після падіння Риму у 476 році територія відійшла Східній Римській імперії зі столицею в Константинополі.
З 1415 на територію округу почали вторгатися турецькі війська Мехмеда I. Їм протистояли місцеві правителі Аріаніті, що були васалами імператора Візантії. Так запеклий опір завойовникам надавав албанський князь Георг Аріаніті Комнін (Gjergj Arianit Komneni). У 1444 році він приєднався до повстання Георга Кастріоті, більш відомого як Скандербег, і був серед учасників Лежської ліги, яка обрала Скандербега своїм вождем, у місті Леже. Разом з ним Комнін вів бої за Берат у 1448 році, а його дочка, Андроніка, стала дружиною Скандербега у 1451 році.
Після смерті Георга Аріаніті у 1461 опір албанців Османській імперії пішов на спад, члени сім'ї Аріаніті емігрували до Італії. У 1479 округ упав і знаходився під турецьким ярмом аж до XX століття. У XVII столітті центральні райони округу Лібражд домоглися відносної автономії. Цей процес тривав до реформ Танзимата у 1834 році. Потім боротьбу до 1909 продовжив Халіт Берзешта (Halit Berzeshta). У 1912 році населення округу взяло участь у черговому повстанні, зігравши свою роль в отриманні Албанією незалежності в тому ж році. У 40-х роках 1100 чоловіків округу, сформовані в два батальйони, взяли участь у звільненні місцевості від фашистських загарбників. 79 з них стали національними військовими героями.
Після падіння соціалістичного ладу і закриття підприємств життя в окрузі погіршилася, однак населення покладає великі надії на сучасне шосе, що з'явилося в окрузі, яке з'єднало округ з Тираною, Скоп'є та Дурресом.

## Транспорт
Долина річки Шкумбіні здавна була жвавим транспортним шляхом. Спочатку тут проходила побудована римлянами Егнатієва дорога, а тепер залізниця і Міжнародний транспортний коридор VIII. Біля села Qukës обидві дороги залишають долину Шкумбіні і виходять на рівнину Домоздова, де у 1444 році війська Скандербега здобули першу перемогу над османами. Найбільший населений пункт на рівнині — Перреньяс. Далі шосе йде до перевалу Qafa e Thanës, а залізниця веде туди ж через тунель.

## Населення
Шкумбіні є прикордонною областю для обох діалектів албанської мови (на півдні живуть тоски, а у Північній Албанії та в Косові — геги), переважаючим є тоскскій діалект. Тут же проходить і релігійно-культурна межа (на півночі у фольклорі переважає монодія, а на півдні — поліфонія). У районі Лібражд можна зустріти обидві його різновиди.
Близько третини населення живе в містах Лібражд і Перреньяс, решта — у сільській місцевості.

## Економіка і промисловість
З часів Римської імперії в окрузі існували численні шахти (села Farret, Katjel, Bushtric, Hotolisht, Prrenjas, Dardh і Qarrisht), де вівся видобуток нікелю, хрому, платини, міді, бокситу і золота. Зараз вони закриті. Центральне родовище знаходилося близько Перреньяса.
Лісова галузь представлена лісопилками.
Округ відомий на всю країну виробництвом тютюну. Також виробляється вино, а у селі Spathar розливається відома на всю Албанію мінеральна вода «Sopoti».

## Адміністративний поділ
Територіально округ розділений на 2 міста Лібражд і Перреньяс, 9 громад: Hotolisht, Lunik, Orenja, Polis, Qendër-Librazhd, Qukës, Rajca, Stravaj, Stebleba і 77 сіл.